# Miha Zarabec
Miha Zarabec (ur. 12 października 1991 w m. Novo mesto) – słoweński piłkarz ręczny, środkowy rozgrywający, od 2017 zawodnik THW Kiel. Od sezonu 2023/24 będzie reprezentował barwy Wisła Płock.
Reprezentant Słowenii, brązowy medalista mistrzostw świata (2017), uczestnik igrzysk olimpijskich w Rio de Janeiro (2016).

## Kariera sportowa
W latach 2008–2012 występował w Trimo Trebnje. Następnie był zawodnikiem Mariboru Branik, w którego barwach zdobył w sezonie 2012/2013 42 gole w Pucharze EHF, zajmując 8. miejsce w klasyfikacji najlepszych strzelców rozgrywek. W latach 2014–2017 grał w RK Celje, z którym wywalczył trzy mistrzostwa Słowenii i trzy Puchary Słowenii. W sezonie 2014/2015 był najlepszym strzelcem RK Celje w Lidze Mistrzów – rzucił 54 bramki w dziesięciu spotkaniach. W sezonach 2015/2016 i 2016/2017 zdobył w LM kolejne 85 goli. Ponadto w sezonie 2016/2017 rozegrał w Lidze SEHA 16 meczów i rzucił 45 bramek.
W lipcu 2017 przeszedł do THW Kiel, z którym podpisał roczny kontrakt. W sezonie 2017/2018 rozegrał w Bundeslidze 34 spotkania i zdobył 71 goli. Wystąpił także w 18 spotkaniach Ligi Mistrzów, w których rzucił 34 bramki. W styczniu 2018 przedłużył kontrakt z THW o rok (do końca czerwca 2019), natomiast w grudniu 2018 parafował nową umową, obowiązującą do końca czerwca 2021.
W 2008 uczestniczył w mistrzostwach Europy U-18 w Czechach. W 2010 wraz z młodzieżową reprezentacją Słowenii wywalczył brązowy medal mistrzostw Europy U-20 – podczas turnieju, który odbył się na Słowacji, rzucił 23 gole. W 2011 wziął udział w mistrzostwach świata U-21 w Grecji, w których zdobył 39 bramek.
W reprezentacji Słowenii seniorów zadebiutował 10 czerwca 2015 w wygranym spotkaniu ze Słowacją (26:20), w którym zdobył dwie bramki. W 2016 wziął udział w mistrzostwach Europy w Polsce, podczas których rzucił dwa gole. W tym samym roku uczestniczył w igrzyskach olimpijskich w Rio de Janeiro – wystąpił w trzech meczach, zdobywając 12 bramek. W 2017 wywalczył brązowy medal mistrzostw świata – w turnieju, który odbył się we Francji, zagrał w ośmiu meczach, w których rzucił 17 goli. W 2018 wziął udział w mistrzostwach Europy w Chorwacji, podczas których wystąpił w sześciu spotkaniach i zdobył 23 bramki (miał też tyle samo asyst), a ponadto został wybrany najlepszym środkowym rozgrywającym fazy wstępnej turnieju (pierwsze trzy mecze).

## Sukcesy
RK Celje
- Mistrzostwo Słowenii: 2014/2015, 2015/2016, 2016/2017
- Puchar Słowenii: 2014/2015, 2015/2016, 2016/2017

THW Kiel
Liga Mistrzów:
- 2019/2020
- 2021/2022

Puchar EHF:
- 2018/2019

Puchar IHF:
- 2019

Mistrzostwa Niemiec:
- 2019/2020, 2020/2021
- 2018/2019

Puchar Niemiec:
- 2017, 2019

Superpuchar Niemiec:
- 2020, 2021

Reprezentacja
- 3. miejsce w mistrzostwach świata: 2017
- 3. miejsce w mistrzostwach Europy U-20: 2010

Indywidualne
- Najlepszy środkowy rozgrywający fazy wstępnej mistrzostw Europy w Chorwacji (2018)[14]
- 8. miejsce w klasyfikacji najlepszych strzelców Pucharu EHF: 2012/2013 (rzucił 42 bramki; Maribor Branik)[4]